# ليندا إدير
ليندا إدير (Linda Eder) (/ˈɛdər/ من مواليد 3 فبراير 1961.هي مغنية وممثلة أمريكية.

## روابط خارجية
- ليندا إدير على موقع IMDb (الإنجليزية)
- ليندا إدير على موقع ميوزك برينز (الإنجليزية)
- ليندا إدير على موقع قاعدة بيانات برودواي على الإنترنت (الإنجليزية)
- ليندا إدير على موقع ديسكوغز (الإنجليزية)
- ليندا إدير على موقع قاعدة بيانات الفيلم (الإنجليزية)